# The Jim Henson Company
The Jim Henson Company est une société américaine fondée en 1958 par le marionnettiste Jim Henson, créateur des Muppets. La société est actuellement dirigée par ses enfants, Brian, Lisa, Cheryl, John et Heather. Brian et Lisa sont les coprésidents et codirecteurs. La société comprend l'unité de production et de création de marionnettes robotisées et d'effets spéciaux Jim Henson's Creature Shop.
La Jim Henson Company possédait depuis 1982 une branche de distribution internationale de programmes télévisés, nommée Henson International Television. Elle fut vendue par la famille Henson en 1989 et rebaptisée HIT Entertainment.

## Historique
Jim Henson commence sa carrière sur la chaîne WTOP-TV dans une émission pour enfant en 1954,. Il conçoit l'année suivante avec Jane Nebel, sa future partenaire en affaire et femme, une émission quotidienne tardive sur WRC-TV nommée Sam and Friends (en). 
La société obtient un important succès en 1969 avec l'émission Sesame Street et Jim Henson partage ses droits avec l'organisation à but non lucratif Children's Television Workshop de New York.  
En 1976, la société produit l'émission Le Muppet Show qui dure 5 ans et totalise 120 épisodes mais aussi 3 Emmy Awards. Le studio produit aussi 3 longs métrages qui récoltent 132 millions d'USD aux États-Unis.
À la fin des années 1980, la production audiovisuelle est réalisée par la Henson Creature Shop et un studio de 35 personnes au Royaume-Uni. De son côté la Jim Henson Productions basée à New York et comptant 120 personnes gère l'activité commerciale avec 700 produits licenciés auprès d'une centaine d'entreprises. De nombreuses productions télévisuelles sont en cours mais le studio n'a obtenu le succès escompté ni avec Dark Crystal (1982) récoltant 45 millions d'USD pour un budget de 28 millions ni avec Labyrinthe (1986) qui a récolté 23 millions d'USD aux États-Unis pour un coût de 27 millions d'USD.

### 1989-1990: Tentative de rachat par Disney
Le 29 août 1989, la Walt Disney Company annonce son intention d'acheter Jim Henson Productions, basée à New York et les droits des personnages pour un montant non dévoilé  mais estimé entre 150 millions et 200 millions d'USD. Le but pour Disney est de capitaliser sur les personnages tandis que pour Jim Henson qui a subi quelques déconvenues financières cela permet d'avoir accès aux ressources de Disney. De nombreux projets sont prévus entre les nombreuses filiales de Disney. Mais le sort de la série Les Muppet Babies (1984) est incertain car la série est produite par Marvel Productions, filiale de New World Entertainment.
Le 10 mai 1990, une importante campagne publicitaire avec une parade au Disney-MGM Studios et sa retransmission à la télévision le 13 mai sur NBC est organisée par Disney et Jim Henson Productions. L'émission est une coproduction entre Jim Henson Productions et Walt Disney Television, filiale de la Walt Disney Company, et fait partie d'un accord à long terme entre les deux entreprises. La collaboration doit aussi produire une attraction dans le parc Disney-MGM Studios, des longs métrages, des émissions télévisées sur les chaînes ou en syndication mais aussi sur Disney Channel et des éditions sur supports vidéo. Mais Jim Henson décède le 16 mai 1990. La mort du fondateur interrompt les négociations. 
Le 14 décembre 1990, les sociétés Jim Henson et Disney annoncent l'arrêt des négociations pour un rachat à 150 millions d'USD. Les deux entreprises ne sont pas parvenus à un accord mais le sort des Muppets n'est pas pour autant clarifié et la presse évoque des achats par d'autres sociétés. Henson et Disney restent en contrat avec par exemple l'ouverture des attractions Here Comes the Muppets et Muppet's Vision 3D.
Toutefois en 1991, Jim Henson Productions et Buena Vista Home Video signent un accord de distribution mondial.

### Depuis 1990: Jim Henson Company
La société se rebaptise The Jim Henson Company dans les années 1990.
En février 2000, la famille Henson achète les Charlie Chaplin Studios pour 12,5 millions d'USD afin d'en faire son siège social,. Le 21 février 2000, la presse se fait l'écho d'un rachat possible de la société par le groupe de média allemand EM.TV & Merchandising AG au prix de 680 millions de $. Peu après, l'action d'EM.TV a commencé à chuter et la société Henson a été mise en vente un an plus tard.
Le 7 mai 2003, la famille Henson rachète la Jim Henson Company pour 78 millions de $. En mars 2004, la famille revend les droits des Muppets et de Tibère et la Maison bleue à la Walt Disney Company, soit 15 ans après la première tentative pour 75 millions de $. Cette partie a été nommée par Disney la "Muppets Holding Company" (rebaptisée en avril 2007 The Muppets Studio). Cette vente a forcé la société à changer de logo, le personnage de Kermit la grenouille étant devenu la propriété de Disney.
Le 15 mars 2005, la société annonce célébrer son 50e anniversaire avec plusieurs événements dont la diffusion des films Dark Crystal et Labyrinthe le  2 avril au Festival du film de Newport Beach. Mais on peut noter que 2005 n'est pas le 50e anniversaire de la société mais de l'apparition télévisée de la première série de Jim Henson, Sam and Friends. 
L'année 2005 marque aussi le lancement en production de la série Farscape pour Sci Fi Channel, dont la plupart des personnages ont été conçus par la Henson Creature Shop. La société a aussi produit le film MirrorMask, écrit par Neil Gaiman.
En 2015, Nintendo engage la Jim Henson Company pour réaliser le segment en marionnettes diffusé lors du Digital Event à l'E3.

## Productions
- 1, rue Sésame (1969-)
- Le Muppet Show (1976-1981)
- Les Muppets, le film (1979)
- La Grande Aventure des Muppets (1981)
- Dark Crystal (1982)
- Fraggle Rock (1983-1987)
- Les Muppets à Manhattan (1984)
- Les Muppet Babies (1984-1992)
- Little Muppet Monsters (1985)
- Suivez cet oiseau (Follow that Bird) (1985)
- Tale of the Bunny Picnic (1986)
- Labyrinthe (1986)
- The Christmas Toy (1986)
- The Storyteller (1987)
- Puppetman (1987)
- A Muppet Family Christmas (1987)
- The Jim Henson Hour (1989)
- Les Sorcières (1990)
- Dinosaures (1991-1994)
- Noël chez les Muppets The Muppet Christmas Carol (1992)
- Les Crocs malins (1992-1994)
- Secret Life of Toys (1994)
- Le Monde Wubbulous du Dr. Seuss The Wubbulous World of Dr. Seuss (1996-1998)
- L'Île au trésor des Muppets (1996)
- Les Muppets (1996-1998)
- Tibère et la Maison bleue (1997-2003)
- Les Muppets dans l'espace (1999)
- Elmo in Grouchland (1999)
- Mopatop's Shop (1999-2002)
- Farscape (1999-2003)
- Construction Site (1999-)
- L'Étrange histoire d'Hubert (2000)
- The Hoobs (2001-)
- Kermit, les années têtard (2002)
- Joyeux Muppet Show de Noël (2002)
- Play with Me Sesame (2002-2003)
- Le Magicien d'Oz des Muppets (2005)
- MirrorMask (2005)
- Frances (2006)
- Le Dino Train (depuis 2009)
- Coco (2017)
- Dark Crystal : Le Temps de la Résistance (2019)
- Sacrées Sorcières (The Witches) (2020)
- Pinocchio (2022)